# Каравас
Каравас (др.-греч. Καραβάς) — город на севере острова Кипр. Он находится под фактическим контролем Северного Кипра. По состоянию на 2011 год, население города составляло 6597 человек.
Название происходит от греческого karávi (καράβι), что означает «корабль».
До турецкого вторжения в 1974 году в Каравасе проживало около 2200 греков. Каравас был захвачен турецкой армией перед вторым турецким вторжением на Кипр после 20 июля 1974 года. Город подвергся нападению 6 августа, во время так называемого перемирия. Все жители Кипра-греки были вынуждены покинуть Каравас турецкими вооруженными силами и стали беженцами, проживающими на Кипре и за рубежом. После обмена населением при содействии Организации Объединенных Наций, в результате которого киприоты-турки, изгнанные из своих деревень на юге, были перевезены в безопасное место на Севере, сегодня деревня является домом в основном для тех киприотов-турок, которые были перемещены из своей первоначальной деревни Мандрия в районе Пафоса, оставшейся на юге острова.
Муниципалитет Алсанджак, образованный турками-киприотами, был основан в 1974 году.
Пенте Мили ― один из самых красивых пляжей в Каравасе.
Кипрское сокровище, впечатляющая коллекция серебряных сосудов, блюд, ложек и ювелирных украшений, была найдена здесь в 1902 и 1917 годах. Ее можно найти в Британском музее в Лондоне, Музее искусств Метрополитен в Нью-Йорке и Кипрском музее в Никосии.
Каравас ― родина кипрско-американского химика-органика К. С. Николау.